# Łódzkie Żydowskie Towarzystwo Dobroczynności
Łódzkie Żydowskie Towarzystwo Dobroczynności – organizacja dobroczynna, działająca w Łodzi od 1899 do co najmniej 1938 r.

## Historia
Główną przyczyną skutkującą chęcią utworzenia żydowskiej inicjatywy charytatywnej przez łódzką gminę żydowską była skala ubóstwa, którą była dotknięta społeczność Łodzi i Bałut. Początkowo łódzcy żydzi mogli należeć do Komitetu Wsparcia Biednych, który był protoplastą Łódzkiego Chrześcijańskiego Towarzystwa Dobroczynności, i który w założeniu miał funkcjonować ponad podziałami religijnymi. Niemniej wynikły nieporozumienia między Komitetem, a gminą żydowską, które były związane z oczekiwaniami gminy wobec wysokości wsparć dla biednych żydów, poziomem subsydiowania przez nią organizacji, a także przestrzegania przygotowywania posiłków rytualnych dla ubogich. Doprowadziło to do decyzji zarządu, polegającej na nieprzyjmowaniu żydów do organizacji. W związku z powyższym w 1885 r. z inicjatywy Izraela Poznańskiego i Szai Rosenblatta, a następnie w 1898 r. z inicjatywy m.in. Markusa Silbersteina, Jakuba Hertza, Izydora Birnbauma, Bera Wachsa oraz lekarza Maurycego Likiernika podjęto próbę założenia Łódzkiego Żydowskiego Towarzystwa Dobroczynności, które ostatecznie ustanowiono w 1899 r. W grudniu 1898 r. gubernator piotrkowski zatwierdził statut Łódzkiego Żydowskiego Towarzystwa Dobroczynności, natomiast 24 maja 1899 r. w sali Giełdy Łódzkiej przy ul. Piotrkowskiej 96 odbyło się zebranie założycielskie ŁŻTD. W jego pierwszym zarządzie było 18 osób, z czego jedenaścioro było fabrykantami. Pierwszym prezesem towarzystwa został Izrael Poznański, a wiceprezesem Salomon Landau. W latach 1900–1908 prezesem był Ignacy Poznański, w latach 1908–1914 zaś Jakub Hertz.
W 1914 r. w ramach ŁŻTD funkcjonowały sekcje, takie jak:
- Bezprocentowa Kasa Pożyczkowa,
- Przytułek dla Kalek i Paralityków,
- Komitet Tanich Mieszkań,
- Tania Kuchnia,
- Komitet Biednych Położnic,
- Klinika Położnicza,
- Komisja Wsparć,
- Komitet Centralny Budowy Szpitala dla Umysłowo Chorych Żydów[1].

ŁŻTD funkcjonowało co najmniej do 1938 r.